# Fugida mortal
Fugida mortal (títol original: Joshua Tree o Army Of One) és una pel·lícula estatunidenca, dirigida per Vic Armstrong, estrenada l'any 1993, amb Dolph Lundgren. Ha estat doblada al català.

## Argument
Wellman Santee no ha tingut sort. Ha abandonat la competició després d'un cop dur sobre un circuit. Avui, Santee condueix un enorme camió a través del desert mojave. Transporta de magnífic superbes cotxes d'esport... robats! Tot aniria millor per Santee i el seu amic Eddie si un motard meticulós no els interceptés. L'afer gira cap al drama. Eddie cau a terra, fulminat per un tret. Una fracció de segon després, el policia cau, també executat. Únic testimoni, Santee. Greument ferit, Santee rep 
injustament una pesada pena de presó per aquest homicidi. En el trasllat a una presó d'alta seguretat, escapa a la vigilància dels seus guàrdies.

## Repartiment
- Dolph Lundgren: Wellman Anthony Santee
- Kristian Alfonso: Rita Marreck
- George Segal: El tinent Franklin L. Severence
- Beau Starr: Jack 'Rudy' Rudisill
- Geoffrey Lewis: El xèrif Cepeda
- Matt Battaglia: Michael Agnos
- Michelle Phillips: Esther Severence
- Michael Paul Chan: Jimmy Shoeshine
- Ken Foree: Eddie Turner
- Edward Stone: Detectiu Jordan
- Bert Remsen: Woody Engstrom